# Walther Engelmann
Walther Otto Engelmann, auch Walter Engelmann (* 5. August 1888 in Rußdorf; † 1959 in Thale), war ein deutscher Kunstturner.

## Biografie
Er war der Sohn des begüterten Handschuhfabrikanten Wilhelm Otto Engelmann aus Rußdorf Nr. 150.
Walther Engelmann nahm an den Olympischen Sommerspielen 1912 in Stockholm teil. Mit der deutschen Mannschaft belegte er im Freien System den vierten und im Mannschaftsmehrkampf den fünften Platz.
Engelmann studierte Naturwissenschaften.